# Tofisopam

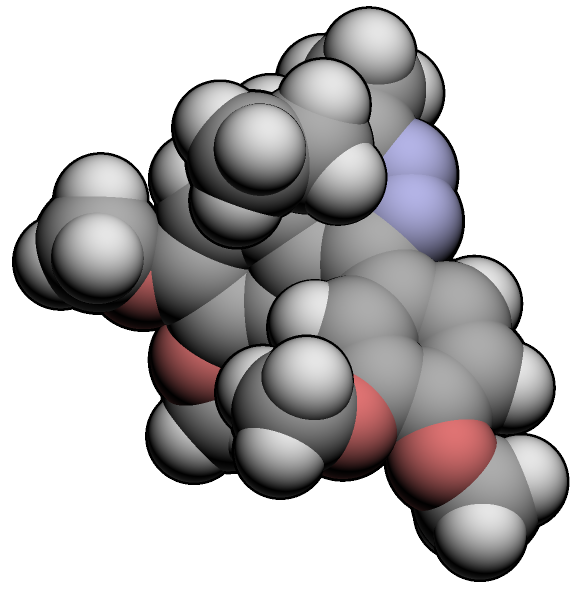
3D vzorec tofisopamu

Tofisopam [v ČR dostupný v přípravku Grandaxin (EGIS), jinde například Emandaxin] je léčivo, tlumící centrální nervovou soustavu, ze skupiny benzodiazepinů, s odlišnou strukturou než většina zástupců této skupiny. Používá se jako ostatní benzodiazepiny jako anxiolytikum, tedy při stavech úzkosti, emočního napětí a vzrušenosti, doprovázených vegetativními poruchami, apatií, při premenstruálním napětí, syndromu alkoholové abstinence, myasthenii gravis, ale na rozdíl od mnohých ostatních benzodiazepinů nemá antikonvulzivní (proti křečím/epilepsii), sedativní a myorelaxační vlastnosti a neovlivňuje tak silně řízení motorových vozidel (a jiných činností vyžadujících soustředěnou pozornost) a nevyvolává amnézii. Rovněž kombinace s alkoholem nezpůsobuje potenciaci účinků, má odlišný mechanismus účinku (neváže se na GABAA receptory), také způsobuje v mnohem menší míře vznik lékové závislosti. I přesto je třeba možnosti vzniku lékové závislosti předcházet tím, že není doporučena delší léčebná kúra než 12 týdnů.
V New Jersey je vyvíjen přípravek s pravotočivým enantiomerem tofisopamu (dextofisopam) pro léčbu syndromu dráždivého tračníku.